# الیور بیرهوف
الیور بیرهوف (به آلمانی: Oliver Bierhoff) (زادهٔ ۱ مه ۱۹۶۸ در کارلسروهه، بادن-وورتمبرگ) مهاجم اسبق فوتبال آلمانی است.

## زندگی ورزشی
اولیور بیرهوف خیلی دیر به تیم ملی رسید اما با بازی‌های زیبا توانست در کنار یورگن کلینزمن بدرخشد. او نخستین گل طلایی تاریخ فوتبال را در دیدار فینال رقابت‌های جام ملت‌های اروپا ۱۹۹۶ به ثمر رساند و باعث سومین قهرمانی تیم ملی آلمان در اروپا شد. ویژگی‌های بازی او عبارت بودند از جایگیری خوب، شم گلزنی خوب، ضربات سر عالی.
در تاریخ پانزده آذر 1401، اولیور بیرهوف، مدیر ورزشی تیم ملی فوتبال آلمان، از سمت خود کنار رفت. در پی دومین حذف متوالی تیم ملی فوتبال آلمان در مرحلۀ گروهی جام جهانی، بیرهوف که به مدت ۱۸ سال مسئولیت مدیریت تیم ملی فوتبال آلمان را به عهده داشت، از این سِمَت کناره‌گیری کرد. آلمان در جام جهانی 2018 در مرحلۀ گروهی حذف شد، و این اتفاق در جام جهانی 2022 هم تکرار شد. [1]

### دوران باشگاهی
بیرهوف برای نه باشگاه فوتبال در چهار لیگ مختلف بازی کرده‌است.
او در سری آ ایتالیا ۱۰۳ گل به ثمر رسانده است و یکی از بهترین گلزنان خارجی تاریخ لیگ ایتالیا است.
بیرهوف در فصل ۱۹۹۸-۱۹۹۷ برای تیم اودینزه کالچو ۲۷ گل به ثمر رساند و آقای گل لیگ ایتالیا لقب گرفت.
هر چند که وی در بوندس لیگا موفقیتی کسب نکرد اما در لیگ ایتالیا خوش درخشید.

### دوران ملی
اولیور بیرهوف مهم‌ترین گل ملی عمرش را در فینال جام ملت‌های ۹۶ به ثمر رساند.
در این فینال که در ورزشگاه ویمبلی شهر لندن برگزار می‌شد و بیش از ۷۳۰۰۰ نفر از ان دیدن می‌کردند تیم جمهوری چک با گل دقیقه ۵۹ پاتریک برگر که از روی نقطه پنالتی به ثمر رسید از آلمان پیش افتاد.
در دقیقه ۷۰ برتی فوگتس مربی وقت آلمان‌ها بیرهوف را به جای مهمت شول وارد زمین کرد تا آلمان عملاً با سه مهاجم نوک بازی کند. بیرهوف تنها ۳ دقیقه بعد از ورودش به زمین روی پاس هسلر گل تساوی را به ثمر رساند و بازی به وقت‌های اضافه کشیده شد که بیرهوف در دقیقه ۹۵ گل طلائی را به ثمر رساند و آلمان را قهرمان جام ملتهای ۹۶ کرد. در واقع بیرهوف زننده اولین گل طلائی تاریخ فوتبال است.

## افتخارها

### شخصی
- آقای گل لیگ ایتالیا: با ۲۷ گل زده فصل ۹۸-۱۹۹۷
- مرد سال فوتبال آلمان: ۱۹۹۸

### باشگاهی

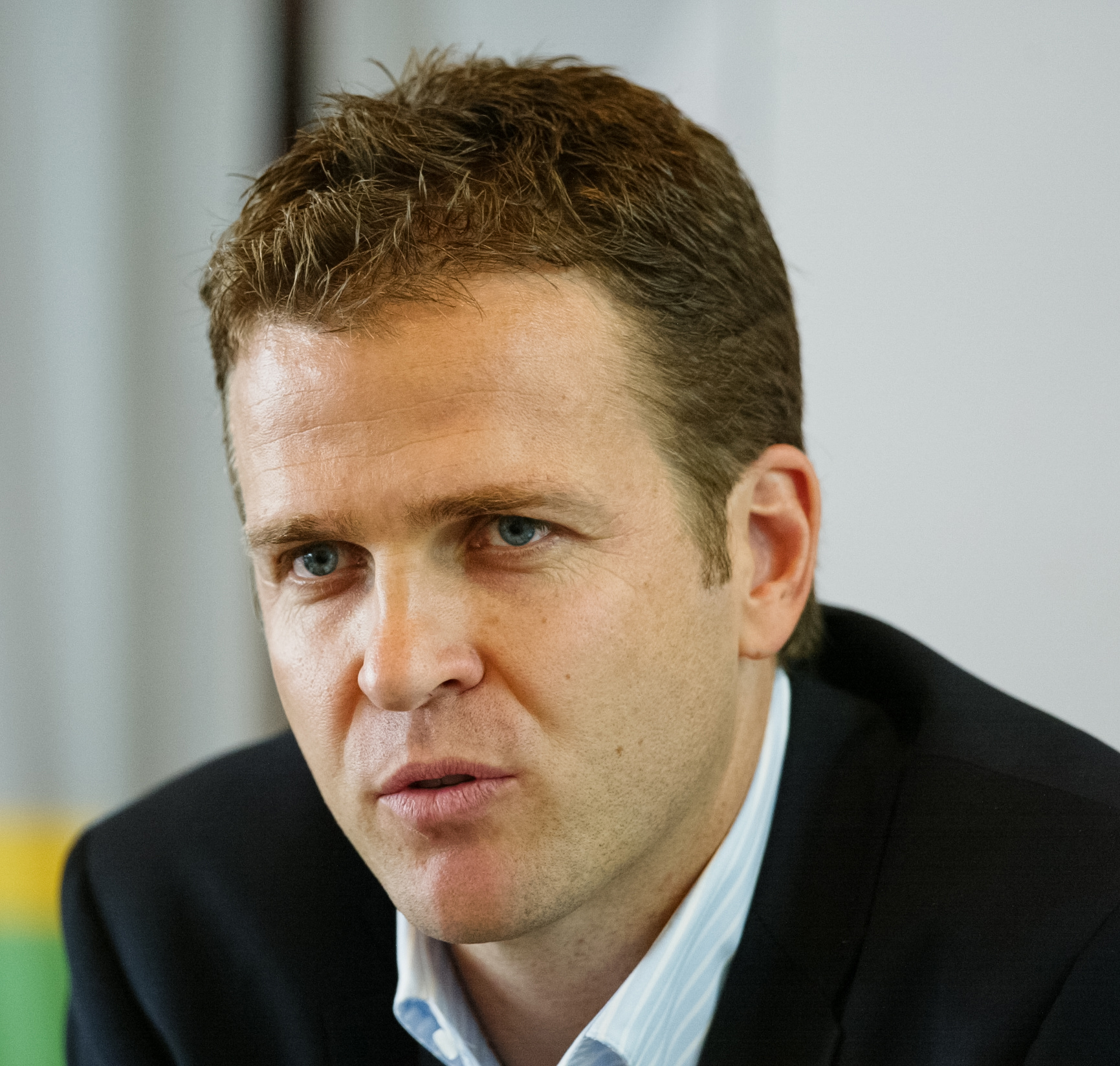

- آث میلان
  - سری آ: قهرمان ۹۹-۱۹۹۸

### ملی
- - جام ملتهای اروپا: قهرمان ۱۹۹۶
  - جام جهانی فوتبال: نایب قهرمان ۲۰۰۲